# Curfsina
Curfsina is een geslacht van uitgestorven kreeftachtigen uit de klasse van de Ostracoda (mosselkreeftjes).

## Soorten
- Curfsina aequabilis Herrig, 1968 †
- Curfsina anorchidea (Veen, 1936) Deroo, 1966 †
- Curfsina colini Jain, 1978 †
- Curfsina communis (Israelsky, 1929) Neale, 1977 †
- Curfsina derooi Jain, 1975 †
- Curfsina derooi Weaver, 1982 †
- Curfsina flexuosa Babinot, 1980 †
- Curfsina geleenensis Deroo, 1966 †
- Curfsina infragilis (Szczechura, 1965) Ducasse, Guernet & Tambareau, 1985 †
- Curfsina kafkai (Pokorny, 1967) Pokorny, 1967 †
- Curfsina levigata Bate, 1972 †
- Curfsina maior (Veen, 1936) Deroo, 1966 †
- Curfsina mira Babinot, 1980 †
- Curfsina monziensis Dingle, 1981 †
- Curfsina morata (Szczechura, 1965) Gruendel, 1973 †
- Curfsina mucronata Colin, 1973 †
- Curfsina multispinosa Gruendel, 1968 †
- Curfsina nealei Swain & Xie, 1992 †
- Curfsina nuda (Jones & Hinde, 1890) Gruendel, 1973 †
- Curfsina orchidea (Bosquet, 1854) Deroo, 1966 †
- Curfsina quadrispinata Deroo, 1966 †
- Curfsina reginaeastrid (Veen, 1936) Deroo, 1966 †
- Curfsina senior Pokorny, 1967 †
- Curfsina serotina Nikolaeva, 1981 †
- Curfsina tentona Gruendel, 1968 †
- Curfsina thuatiensis Jain, 1975 †
- Curfsina turonica Bate & Bayliss, 1969 †
- Curfsina ventroconcava Colin & Damotte, 1985 †